# Alstrup Kirke (Jammerbugt Kommune)
 For alternative betydninger, se Alstrup Kirke. (Se også artikler, som begynder med Alstrup Kirke)
Alstrup Kirke ligger i Alstrup ca. 12 km V for Brønderslev (Region Nordjylland). Indtil Kommunalreformen i 2007 lå den i Nordjyllands Amt, og indtil Kommunalreformen i 1970 i Hvetbo Herred (Hjørring Amt).
Skibet stammer fra en romansk kirke opført af granitkvadre over skråkantsokkel. Det oprindelige kor er senere blev nedrevet og erstattet af det nuværende langhuskor, dog blev den oprindelige triumfvæg og korbue bevaret. Skibets mure er blevet en del omsat og forhøjet med mursten. Begge de retkantede døre er bevaret, syddøren er stadig i brug, norddøren er blændet. I murværket ses spor efter romanske vinduer. I sengotisk tid blev skibet forlænget mod vest og det lille klokketårn opført i munkesten, tårnet er af den østjyske styltårnstype. Våbenhuset bærer årstallet 1797 og Christian VII's navnetræk. Kirken blev istandsat 1951-52.
Koret har fladt bjælkeloft, skibet fik i sengotisk tid indbygget to stjernehvælv og et krydshvælv. Alterbordet er af granit, altertavlen er en enkel renæssancetavle med et nyere maleri. Prædikestolen er fra 1700-tallet med indgang gennem en rundbuet åbning i triumfvæggen, i felterne ses de fire evangelisttegn. I triumfvæggen mod nord ses en niche til et sidealter. Ved istandsættelsen i 1951-52 afdækkede man kalkmalerier, som atter blev overkalket.
Den romanske granitfont har terningkapitælfod og kors samt skråstreger på kummen.

## Eksterne kilder og henvisninger
- Wikimedia Commons har flere filer relateret til Alstrup Kirke (Jammerbugt Kommune)
- Alstrup Kirke Arkiveret 30. januar 2011 hos  Wayback Machine på nordenskirker.dk
- Alstrup Kirke på KortTilKirken.dk